# Klein visstaartje
Het klein visstaartje (Nola cucullatella) is een nachtvlinder uit de familie van de visstaartjes (Nolidae). 

## Beschrijving
De voorvleugellengte bedraagt 8 tot 10 millimeter. De vlinder heeft een opvallend donkerbruin veld aan de vleugelbasis met een duidelijke gebogen grenslijn. Het midden van de vleugel is lichtgrijs, het uiteinde lichtbruin.

## Waardplanten
Het klein visstaartje gebruikt diverse loofbomen als waardplanten. De rups is te vinden van augustus tot juni en overwintert. De verpopping vindt plaats in een cocon die aan de waarplant is gehecht.

## Voorkomen
De soort komt voor in Europa, Noord-Afrika en van Klein-Azië tot Iran.

### Voorkomen in Nederland en België
Het klein visstaartje is in Nederland en België een zeldzame soort. De vlinder kent jaarlijks één generatie die vliegt van halverwege juni tot in september. Soms is er een tweede partiële generatie eind september, begin oktober.